# Cerro de los Chenques
El Cerro de los Chenques es un volcán monogénico de la provincia de Chubut (Argentina), que se considera de edad holocena. El volcán se desarrolló sobre un basamento formado por rocas mesoproterozoicas y neoproterozoicas y formaciones volcánicas y graníticas más recientes.
El volcán es fuente de coladas de lava y piroclastos. El Cerro de los Chenques ha emitido rocas que van desde el basalto alcalino hasta la basanita, que contienen fenocristales que van desde el clinopiroxeno, el olivino y la plagioclasa.
Se considera parte del vulcanismo basáltico patagónico, que tiene lugar detrás del arco volcánico principal y se considera vulcanismo de retroarco. Estos volcanes adoptan la forma de grandes mesetas volcánicas. Estos volcanes destacan por sus xenolitos, que se han utilizado para inferir la composición del manto.